# Masuji Yōjirō
Masuji Yōjirō (japanisch 増地 庸治郎; geboren 5. Januar 1896 in Kyōto; gestorben 10. März 1945 in Tokio) war ein japanischer Wissenschaftler im Bereich Managementlehre.

## Leben und Wirken
Masuji Yōjirō studierte an der „Tōkyō Higher Commercial School“ (東京高等商業学校, Tōkyō shōgyō kōtō gakkō), der Vorläufereinrichtung der Hitotsubashi-Universität. Er arbeitete eine Zeitlang bei dem Handelsunternehmen Sumitomo, wurde dann 1921 Professor an seiner Alma Mater. 1926 unterstützte der die Bildung der „Japan Management Studies Association“, 1928 begann er die Serie „Keiei Keizaigaku kenkyū“ (経営経済学研究), etwa „Studien zur Managagment-Wirtschaftslehre“, zu publizieren.
Beeinflusst wurde Masuji von dem Wirtschaftswissenschaftler Ueda Teijirō (1870–1940). So bildete er sich im Deutschland in Berlin unter dem Wirtschaftswissenschaftler Heinrich Nicklisch (1876–1946) weiter. Ein Arbeitsschwerpunkt war die Erforschung interner Strukturen und externer Beziehungen. Zu seinen wichtigen Arbeiten gehören „Keiei Keizaigaku“ (経営経済学) aus dem Jahr 1929, „Kaushiki Kaisha“ (株式会社), „Die Aktiengesellschaft“ 1937, und „Chingin ron“ (賃金論), „Überlegungen zum Lohn“ 1939.
1945 kam Masuchi am 10. März bei dem großen Luftangriff auf Tokio ums Leben.